# Short Sunderland
«Шорт» S.25 «Сандерленд» (англ. Short S.25 Sunderland) — британський чотиримоторний летючий човен-протичовновий/патрульний літак, розроблений для повітряних сил Королівського флоту Британії у 1937 році. Отримав назву на честь англійського міста Сандерленд.
Летючий човен «Сандерленд» розроблявся на основі середнього літака-амфібії S.23 Empire, передового літака авіакомпанії Imperial Airways. Шляхом глибокої модернізації та удосконалень, британські авіаційні конструктори створили один з найуспішніших летючих човнів в історії авіації, який відмінно зарекомендував себе під час Другої світової війни. За проєктом він став наступником попереднього літаючого човна Short Sarafand. Подібний до S.23, цей варіант мав більш досконалий аеродинамічний корпус і озброювався різними видами озброєннями, включаючи кулеметні башти, авіаційні бомби, міни та глибинні бомби. «Сандерленд» був оснащений чотирма радіальними двигунами Bristol Pegasus XVIII і був оснащений різним устаткуванням для допомоги в бойових операціях, включаючи прожектор «Лі», радіолокаційні блоки ASV Mark II і ASV Mark III, а також астрокупол.
Крім британської морської авіації, цей тип літака використовувався іншими союзниками, включаючи Королівські ПС Австралії, Королівські ПС Канади, ПС Південної Африки, Королівські ПС Нової Зеландії, ВМС Франції, Королівські ПС Норвегії та ВМС Португалії. «Сандерленд» широко використовувався за різними функціями та завданнями, однак головним призначенням літака була боротьба з німецькими підводними човнами у битві за Атлантику. 
Після Другої світової війни літаки-амфібії ще довгий час перебували на службі, брали участь у подіях Корейської війни, авіаперевезеннях під час Берлінської блокади. Британці використовували «Сандерленд» у військовій версії до 1959 року. У грудні 1960 року ВМС Франції зняли свої літаки з озброєння, які були останніми зразками військового варіанту в Північній півкулі. Цей тип також залишався на озброєнні Нової Зеландії до 1967 року, коли їх замінив наземний Lockheed P-3 Orion. Деякі «Сандерленди» були переобладнані для використання в цивільному секторі, де вони були відомі як Hythe і Sandringham. У цій конфігурації цей тип продовжував працювати до 1974 року.

## Історія

### Створення
Берегове командування британських Королівських Повітряних сил, яке відповідало за охорону узбережжя Імперії й морського судноплавства із самого початку свого заснування постійно зазнавало потреби в гідролітаках великого радіуса дії, здатних проводити далеку морську розвідку, а також забезпечувати супроводження конвоїв та захист їх від підводної загрози.
Ще за часів Першої світової війни подібні функції виконували двомоторні летючі човни «Філікстоу». Протягом наступних 15 років британці прийняли на озброєння ще декілька типів гідролітаків-біпланів подібного призначення, останнім з яких став з'явився в 1933 році «Шорт Сінгапур» III. Але всі вони швидко задавнювались морально і «Сінгапур» не став винятком.
На початку 1930-х років між найбільшими виробниками летючих човнів Великої Британії, США, Франції та Німеччини розгорнулась боротьба за розробку міжконтинентального пасажирського літака. Однак, британська школа авіабудівництва літаків-амфібій не могла представити достойного американському Sikorsky S-42 або німецькому Dornier Do X варіанта власної розробки.
23 листопада 1933 року Міністерство авіації Великої Британії затвердило тактико-технічне завдання R.2/33 до перспективного патрульного гідролітака великого радіуса дії, що призначався на заміну застарілих літаків-амфібій «Шорт Сінгапур» Mk.III. У відповідності до завдання передбачалося створення чотиримоторного багатоцільового гідролітака з дальністю польоту 2 593 км (1400 морських миль) і робочою стелею 4 572 м (15 000 футів). Озброєння літака мало складатися з бомб, а також для самозахисту мати чотири оборонних установки з 7,7-мм кулеметами. Приблизно в той самий час Генеральний поштмейстер Британської імперії наголосив, що уся Королівська пошта 1-го розряду матиме доставлятися до інших країн тільки повітрям і визначив завдання для авіакомпанії Imperial Airways щодо розробки відповідного гідролітака на кшталт американської ініціативи. Британська компанія оголосила конкурс на розробку та вироблення 28 летючих човнів, що мали перевозити до 24 пасажирів та пошту на відстань до 1 100 км (700 миль).

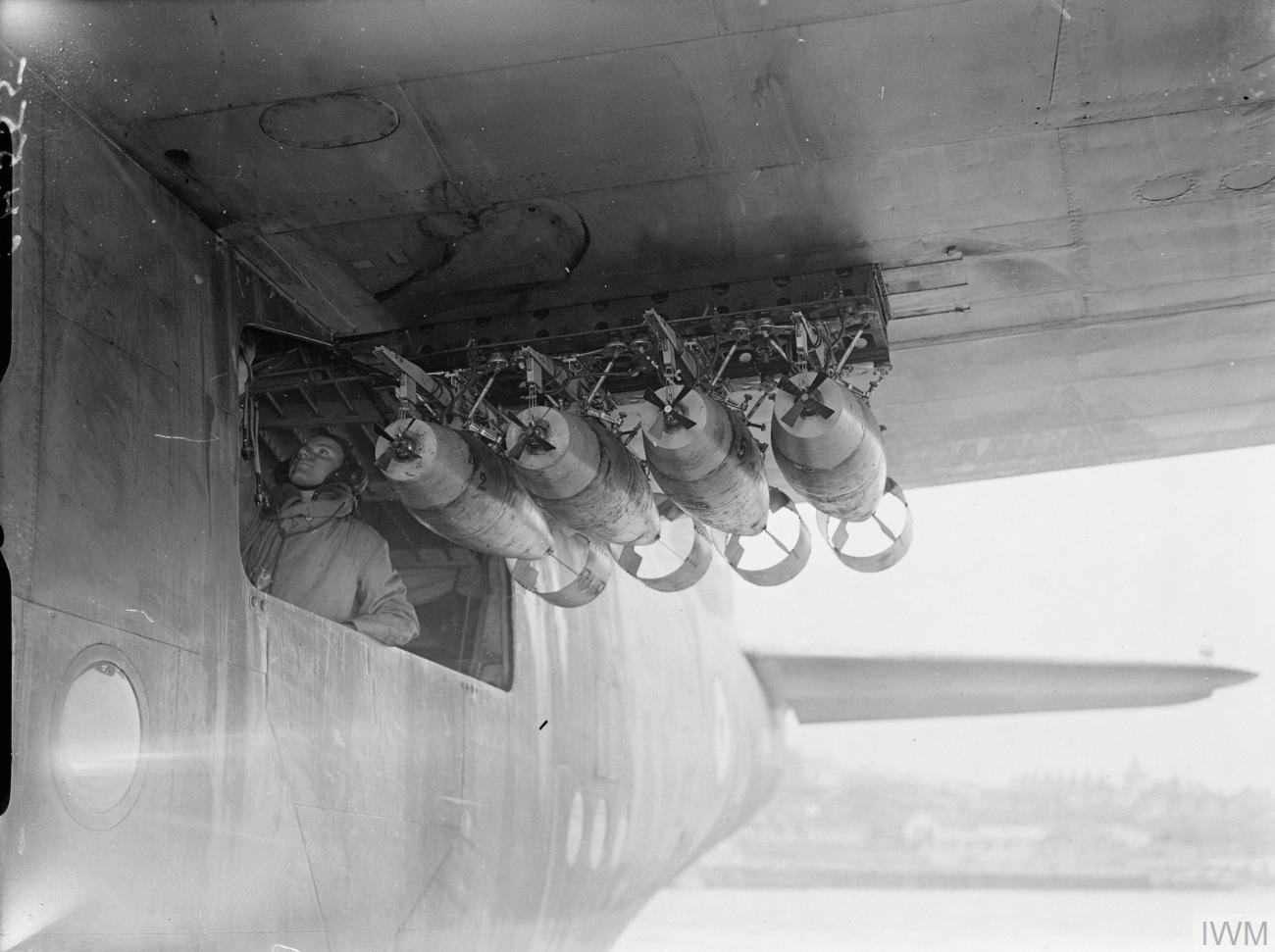
Висувний бомбовий відсік «Сандерленда»

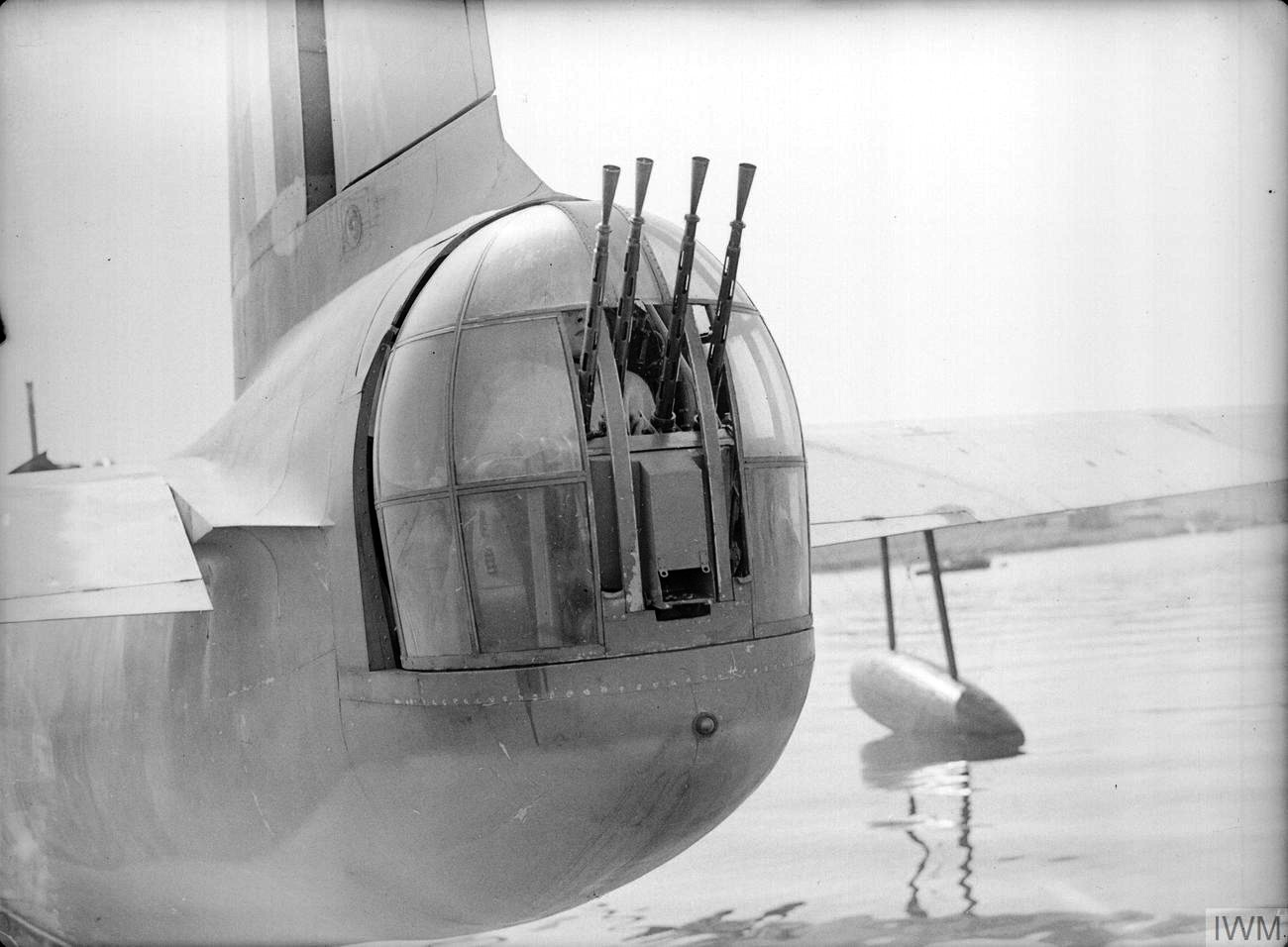
Хвостова стрілецька башточка «Сандерленда»

Пропозиції за вимогами специфікації R.2/33 надали п'ять фірм. Найбільшу активність проявила «Супермарін», яка запропонувала відразу три проекти — моноплани модель 232 і модель 239 з двигунами «Роллс-Ройс Госхоук» і «Мерлін» відповідно, а також біплан модель 238 з моторами «Брістоль Персеус». Але всі ці проекти, так само, як і пропозиції фірм «Блекберн» і «Фейрі», були відхилені. Успіх супроводжував «Capo» і «Шорт Бразерс». Ці фірми отримали контракти на будівництво прототипів своїх літаків А.33 і S.25. У листопаді 1936 року ще до початку випробувань, фірми отримали наступні замовлення на перші серійні партії літаків (по 11 машин). Тоді ж S.25 офіційно отримав найменування «Sunderland».
Під час проведення іспитів версія «Capo» — летючий човен «Саро» А.33 продемонстрував незадовільні морехідні якості, до того ж його вивели на випробування на рік пізніше, ніж S.25. У результаті виріб «Шорт», спроектований під керівництвом авіаконструктора А. Гуджа на базі знаменитого пасажирських летючих човнів серії «С» (фактично розробки цих човнів під позначенням S.23 і військовий варіанти велося паралельно), виявився поза конкуренцією.
16 жовтня 1937 року у повітря вперше піднявся дослідний зразок літака. Тимчасово перша модель оснащувалась 9-циліндровими радіальними двигунами повітряного охолодження «Брістоль Пегасус» X потужністю по 950 к.с. Озброєння не встановлювалося, хоча літак мав носову і хвостову турелі. До листопада випробування були завершені, що дозволило зробити висновок про повну відповідність «Сандерленда» тактико-технічним вимогам. Прототип був визнаний вдалим і вже 21 квітня 1938 року в повітря піднявся перший серійний «Сандерленд».

### Конструкція
Летючий човен мав усі необхідні якості морського патрульного літака. Від пасажирського прототипу він успадкував об'ємистий двопалубний фюзеляж, завдяки чому велика дальність польоту поєднувалась з хорошими умовами населеності. У розпорядженні екіпажу був камбуз, «їдальня» і «спальня» на шість ліжок, що дали привід випробувачів прозвати літак «летючий готель». Компонування пілотської кабіни і розташування в ній контрольних приладів і органів управління розцінювалися пілотами як «ідеальні». Добра маневровість на невисоких швидкостях (до 278 км/год — на великих швидкостях літак мав досить великий радіус віражу) і відмінний огляд з робочих місць екіпажу робили «Сандерленд» прекрасним протичовновим літаком. Бойове навантаження розмішувалося у внутрішньофюзеляжному бомбовідсіку летючого човна. Щоб не порушувати герметичність і міцність днища корпусу, конструктори застосували оригінальне рішення — боєприпаси висувалися через люки в бортах літака за допомогою електрифікованого механізму під крилом і потім скидалися. Носова стрілецька башта могла відкочуватися всередину фюзеляжу, утворюючи майданчик для швартових робіт.
Перша серійна модифікація «Сандерленд» Mk.I практично повторювала прототип, хоча і будувалась за уточненою специфікацією R.22/36. Озброєння серійних літаків складалося з семи 7,69-мм кулеметів М1919, п'ять з них розміщувалися в засклених стрілецьких башточках з гідроприводом. Один кулемет «Віккерс» з дисковим магазином стояв у передній башті й чотири «Браунінги» з стрічковим живленням — у задній башточці. Ще два «Віккерс К» монтувались на шворіневих установках на даху фюзеляжу за крилом. Уже в ході виробництва в носовій башти поодинокий «Віккерс» замінила спарка набагато ефективніших «Браунінгів».
Однак, бомбове навантаження «Сандерленда» Mk.I залишало бути кращим, літак ніс тільки 907 кг (2 000 фунтів) авіаційних бомб. До того ж, англійські глибинні бомби довоєнної розробки з початком війни продемонстрували досить низьку ефективність проти німецьких субмарин. Ситуацію вдалося виправити лише з прийняттям на озброєння на початку 1943 року 250-фунтової глибинної бомби Mk.VIII, яка споряджалась потужнішою, аніж тротил, вибухівкою «торпекс».
Екіпаж «Сандерленду» Mk.I складався з семи осіб — два пілоти, штурман, радист, бортінженер, бомбардир (обслуговував також носову турель) і стрілець хвостової турелі, але обсяг фюзеляж дозволяв легко розмістити змінний екіпаж. Двигуни залишилися ті ж, що і на прототипі — «Пегасус» XXII.
На товстих крилах літака кріпились чотири, встановлених у гондолах авіаційних двигуни та шість танків для палива, загальною ємністю 9 200 літрів. Ще чотири бака для авіаційного пального, що збільшили заправку до 11 602 літрів, згодом почали встановлювати позаду заднього лонжерона крила, що було достатньо для 8—14-годинного патрулювання над морем.
Загалом британська авіапромисловість побудувала 89 «Сандерлендів» першої модифікації (без урахування прототипу). 74 з них випустив завод «Шорт» у Рочестері, ще 15, замовлена вже після початку війни, побудували фірма «Блекберна» на заводі в Дамбартоні.

### Застосування літака
У червні 1938 року перші екземпляри «Сандерленд» Mk.I надійшли на озброєння 210-ї ескадрильї, що дислокувалась у Пембрук-Док у західній частині Уельсу. Але, загальна політична обстановка у світі диктувала свої вимоги, й тому пріоритет забезпечення необхідними летючими човнами віддавався Далекосхідному регіону. Першою частиною, що була повністю переозброєна на літаки цієї модифікації стала 230-та авіаескадрилья в Селетарі (Сінгапур). Крім цього, «Сандерлендами» Mk.I озброїли 204-ту і 228-му ескадрильї.
За станом на 1 вересня 1939 року загалом в авіаційних частинах Берегового командування лічилось 40 «Сандерлендів». Восени 1941 року почались поставки новітньої модифікації Mk.II, а в самому початку 1942 року — Mk.III.

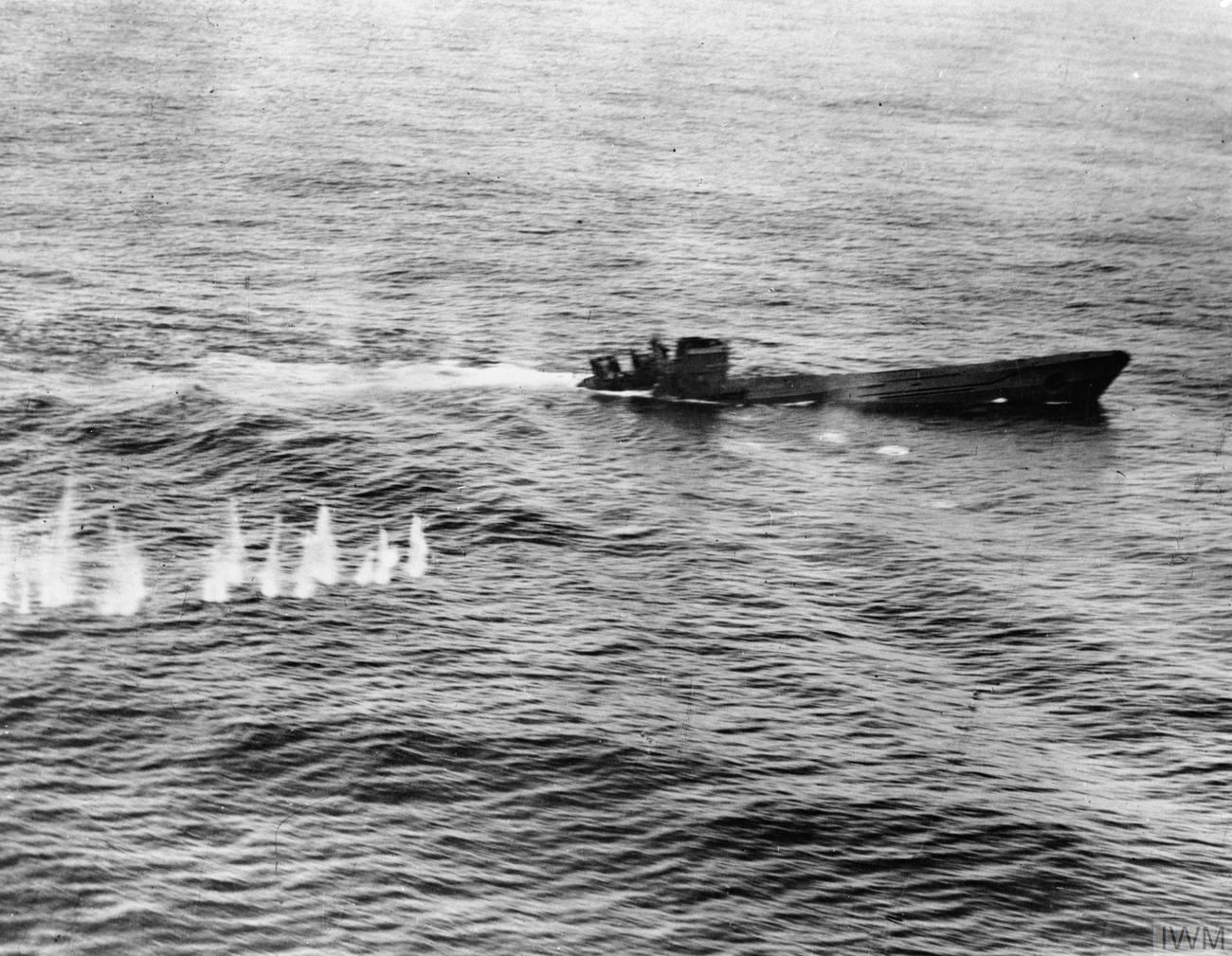
Німецький підводний човен U-426 типу VII тоне після обстрілу з літака-амфібії «Сандерленд». 8 січня 1944

#### Друга світова війна
3 вересня 1939 року перші екіпажі 210-ї авіаескадрильї «Сандерлендів» вирушили у свій перший патрульний політ, здійснивши таким чином почин у світовій війні. Вже 21 вересня 1939 року літаки цієї ескадрильї провели першу у Другій світовій війні повітряно-морську рятувальну операцію. Того дня два «Сандерленди» взяли на борт 34 члени екіпажу торпедованого німецьким підводним човном U-32 у Північному морі транспорту Kensington Court.

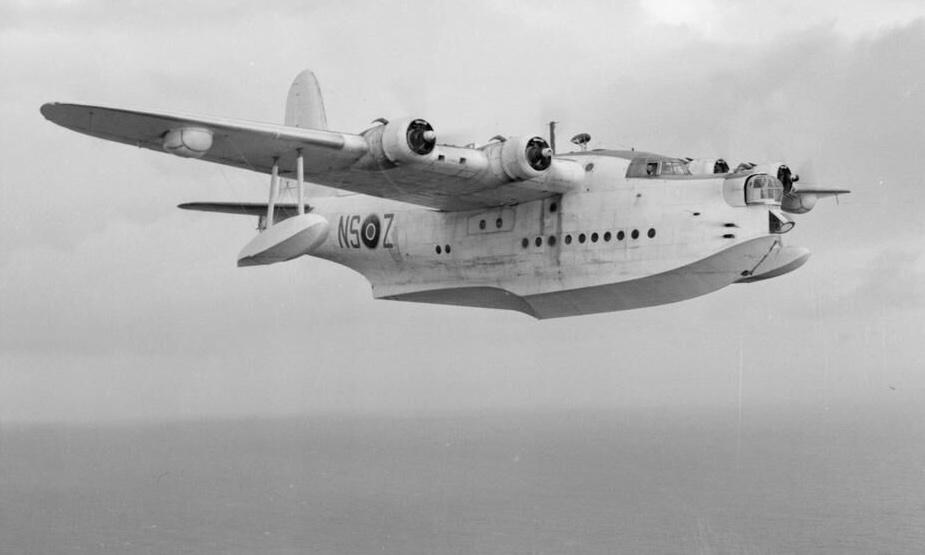
«Сандерленд» Mk V

Поступово воєнні дії охоплювали усе більше країн Європи й радіус застосування амфібійних літаків значно розширився. Навесні 1940 року 204-та, 210-та і 228-ма ескадрильї, оснащені «Сандерлендами», котрі перебували в метрополії, були передислоковані на передові бази Саллом-Во на Шетландських островах і Інвергордон на півночі Шотландії для участі в Норвезькій кампанії. «Сандерленди» здійснювали розвідувальні й транспортні місії. 3 квітня 1940 року неподалік від узбережжя Норвегії екіпаж літака N9046 був атакований шістьма важкими винищувачами Люфтваффе. Летючий човен спромігся збити один «Юнкерс» Ju-88C та серйозно пошкодити другий, який здійснив жорстку посадку, решта втекли з поля битви.
Вже після перших зустрічей німецькі льотчики дали «Сандерлендам» прізвисько «Летючий їжатець» (нім. Fliegendes Stachelschwein) за його потужну вогневу міць.
Поразка західних союзників у Норвегії та Франції перетворили для протичовнової авіації головним театром дій західні підступи до Британських островів. У битві за Атлантику ці акваторії постійно патрулювалися літаками «Сандерленд» з баз Маунт-Баттен, Пембрук-Док, Странрар, Лох-Ерн, Обан, Боумор, Пул і Саллом-Во.
Згодом ці летючі човни з'явилися в Рейк'явіку і на Гібралтарі. Природно, істотне розширення районів бойового застосування вимагало формування нових частин. Першою ескадрильєю, що отримала «Сандерленд» після початку війни, стала 10-та австралійська. Спочатку передбачалося після перенавчання направити цю частину до Австралії, але врешті-решт вона залишилася в метрополії, літаючи з бази Маунт-Баттен аж до розформування у жовтні 1945 року.
У червні 1940 року 228-му з метрополії і 230-ту авіаескадрильї з Далекого Сходу перекинули до Александрії для прикриття комунікацій між Гібралтаром і Суецом, які опинилися під загрозою через вступ у війну Італії. Блискучим дебютом для «Сандерленда» на Середземноморському театрі стали дії екіпажу літака борт L5804, який 29 червня 1940 року відправив на дно відразу дві італійські субмарини — «Аргонаута» і «Рубіно».
З початком активних дій гітлерівських військ у Греції та на Криті, летючі човни виконували надзвичайно важливі завдання, зокрема з евакуації із загрозливих місць британських офіцерів та солдатів. У більшості випадків «Сандерлендам» доводилося діяти з перевантаженням — у «рекордному» польоті 25 квітня 1941 року літак борт Т9084 вивіз з бухти Каламата 82 людини (плюс 10 членів екіпажу). Другий «Сандерленд» вивіз до Александрії грецьку королівську сім'ю. Значення «Сандерлендів» у цих операціях було колосальне: із 28 000 британців, евакуйованих з Криту, 14 500 вивезли саме ці летючі човни.
Саме «Сандерленд» 11 листопада 1940 року провів повітряну розвідку італійського флоту, що стояв на якірній стоянці в Таранто, напередодні потужного масованого нічного нальоту авіаносної авіації Королівського ВМФ Великої Британії на одну з найважливіших військово-морських баз Королівського італійського флоту.
Іноді чотиримоторним гідропланам доводилося виступати і в ролі винищувачів, так 17 вересня 1940 року один з літаків 228-ї ескадрильї збив італійський летючий човен «Кант» Z.501.

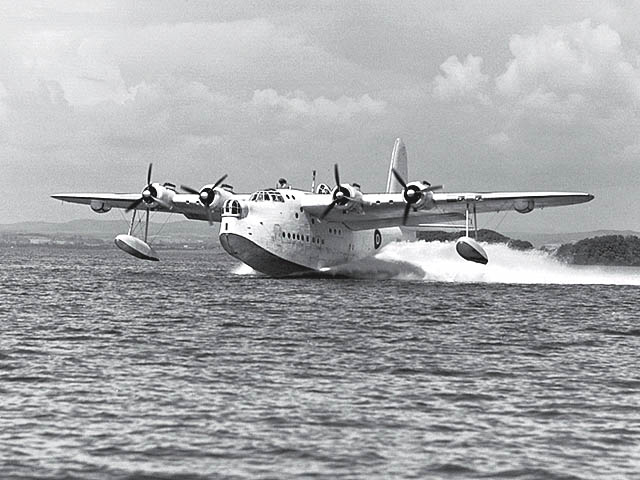
Літак-амфібія «Сандерленд» сідає на воду.

Поступово ареал дії «Сандерлендів» значно зріс. З 1941 року вони почали патрулювання над Центральною і Південною Атлантикою, базуючись на гідроаеродроми в Апапі, Батерсті і Фрітауні. Певну небезпеку летючим човнам становили винищувачі вішистського уряду. Дислоковані в Сенегалі «Хоки» у вересні 1941 року кілька разів намагалися перехопити «Сандерленди» під час патрулювання над морем, але не завжди успішно. 29 вересня 1941 року екіпаж човна N9044 збив два з чотирьох «Хоків», що його атакували. Коли ж Сенегал перейшов під контроль голістів, новою базою для «Сандерленда» став Дакар. Саме в цьому регіоні був встановлений своєрідний рекорд для «Сандерленда» при старті у відкритому морі — один з літаків цього типу прийняв на борт 56 членів екіпажу потопленого транспорту, причому розбіг перевантаженого летючого човна склав 8 км!
Однак, головним завданням для ескадрилей оснащених «Сандерлендами» залишалася боротьба з німецькими «U-Boot». 30 січня 1940 року була проведена перша вдала атака підводного човна, коли літак 228-ї ескадрильї пошкодив у Ла-Манші німецький човен U-55, який до того вже атакували надводні кораблі і змусили його спливти. Внаслідок цього ПЧ викинувся на мілину. 1 липня 1940 року екіпаж австралійського летючого човна 10-ї ескадрильї потопив першу німецьку субмарину U-26. Цей човен дістав напередодні ушкодження від глибинних бомб корвета «Гладіолус», був виявлений у надводному положенні біля південно-західного узбережжя Ірландії і добитий чотирма 500-фунтовими бомбами.
Поява в 1943 році ефективного протичовнового радара ASV Mk.III дозволило протичовновим літакам перейти від супроводу конвоїв до наступальної тактики, намагаючись перехопити «U-Boot» на шляху до районів «полювання». Головним районом патрулювання «Сандерленд» стала Біскайська затока, де проходили маршрути німецьких ПЧ, що базувалися на порти французького Атлантичного узбережжя. Знову відзначилися австралійці, що відкрили лік перемогам «Сандерленд» у цій акваторії — 2 травня 1943 року екіпаж 461-ї ескадрильї відправив на дно U-465, а 8 травня його успіх повторив екіпаж 10-ї ескадрильї — його жертвою стала U-663. Загалом до кінця 1943 року «Сандерленди» потопили тут шість німецьких підводних човнів, причому п'ять з них — самостійно, а одного — у взаємодії з бомбардувальниками «Галіфакс». Ще шість субмарин було відправлено на дно в інших районах Атлантики.
У 1944 році гідролітаки продовжили своє успішне полювання на німецькі човни, 12 одиниць було потоплено протягом року (10 з них — самостійно, ще дві — у взаємодії з надводними кораблями). Як і раніше, головним районом «полювання» була Біскайська затока, де були відправлено на дно сім субмарин. Особливо вдалим виявився день 7 червня, коли екіпажі 201-ї і 228-ї ескадрилей потопили відразу два німецькі човни — U-955 і U-970. 6 грудня 1944 року екіпаж 201-ї ескадрильї потопив біля Оркнейських островів субмарину U-297, яка пізніше виявилась останнім німецьким підводним човном, потопленим «Сандерлендами».
З лютого 1945 року у війська почалися постачання «Сандерленд» Mk.V. Першими нові літаки отримали 228-ма і 461-ша авіаційні ескадрильї. Але завершення війни в Європі не дозволило цим літакам продемонструвати свої можливості повною мірою. Жодної субмарини записати на свій рахунок в 1945 році «Сандерлендам» не вдалося.
Загалом протягом Другої світової у Європі гідролітаки цього типу відправили на дно 26 німецьких підводних човнів (21 з них — самостійно). Найбільш успішною виявилася 10-та авіаційна ескадрилья, яка записала на свій рахунок 7 ПЧ. 5 човнів потопили екіпажі 201-ї, по чотири — 228-ї і 461-ї ескадрилей (ще один човен потопили спільно екіпажі цих двох ескадрилей). Три човни на рахунку канадських екіпажів 423-ї (два) і 422-ї (один) авіаційних ескадрилей. Один ПЧ спільно з надводними кораблями потопив «Сандерленд» 330-ї норвезької ескадрильї. Нарешті, навіть 4-та навчальна авіаескадрилья записала на свій рахунок один U-Boot.

#### Холодна війна
Після закінчення Другої світової війни більшість ескадрилей «Сандерленд» були розформовані. В Європі літаки відносно швидко зняли з озброєння. Певна кількість нових летючих човнів, побудованих у Белфасті, попросту була вивезена у море і там затоплена; Королівські повітряні сили не мали спроможностей утримувати стільки бойових літаків. Їм на заміну частини на початку 1950-х років отримали Avro Shackleton.
До кінця 1946 року Берегове командування в метрополії експлуатувало ці летючі човни лише в трьох частинах Східного авіаційного командування — 201-й, 230-й і 4-й (навчально-бойовій) ескадрильях, що базувалися на авіабазі Келшот. Зокрема, в Коггалі на Цейлоні базувалася 205-та авіаційна ескадрилья, на Селетарі (Сінгапур) — 209-та, а в Гонконзі — знов сформована 88-ма ескадрилья.
Першою післявоєнною операцією, в якій відзначилися «Сандерленд», став Берлінський повітряний міст. Починаючи з 5 липня 1948 року 10 гідролітаків «Сандерленд» та 2 «Гайтс» 201-ї і 230-ї ескадрилей, перебазовані до Гамбурга, де основним аеродромом для летючих човнів був Фінкенвердер на річці Ельба. Вони перевозили продовольство в блокований радянськими військами Західний Берлін, здійснюючи посадку на річку Гафель неподалік від британської авіабази Гатов. До 15 грудня, коли озеро остаточно скував лід, «Сандерленд» перевезли до Берліна понад 4 500 т вантажів. Зокрема «Сандерленди» транспортували до німецької столиці сіль, так як у них, планери літаків були оброблені антикорозійною речовиною для запобігання впливу соляних морських вод. Перевезення великих партій солі було небезпечно для решти військових транспортних літаків. Зворотними рейсами летючі човни евакуювали з Берліна 1 100 дітей, а також возили комерційні вантажі — продукцію берлінських підприємств.
З червня 1948 року гідролітаки 205-ї і 209-ї авіаційних ескадрилей залучалися до протиповстанських операцій у Малаї.
21 квітня 1949 року відзначилася гонконзька 88-ма ескадрилья. У цей день британський фрегат «Аметист», пошкоджений вогнем комуністів, сів на мілину на річці Янцзи. Два «Сандерленда» під ворожим обстрілом доставили на «Аметист» лікаря, аварійну партію і необхідні запчастини, завдяки чому корабель і екіпаж вдалося врятувати. Незабаром після цього летючі човни 88-ї ескадрильї залучили до евакуації британських підданих з Шанхая, який ось-ось повинні були захопити комуністи.
Всі три ескадрильї «Сандерленд» Східного повітряного командування — 88-ма, 205-та і 209-та — брали участь у війні в Кореї, ставши єдиними частинами Королівських ПС, що залучалися до цього конфлікту. На ротаційній основі ланки цих ескадрилей відряджалися до Японії, на авіабазу Ацуґі. «Сандерленд» забезпечували пошуково-рятувальні операції, літаючи вдень і вночі, при будь-якій погоді. 1 січня 1955 року 205-ту і 209-ту ескадрильї об'єднали в нову частину — 205/209-ту ескадрилью.
31 липня 1957 року у Великій Британії розформували останню ескадрилью «Сандерлендів» — 230-ту. Далекосхідна зведена 205/209-та ескадрилья літала довше — її гідролітаки здійснили останній виліт 20 травня 1959 року.
У французькій морській авіації два останні «Сандерленди» служили до 30 січня 1962 року.
Кілька десятків «Сандерлендів» експлуатувалося цивільними авіакомпаніями — як британськими, так і закордонними. Останній з них літав у Французькій Полінезії до 1970 року.

## Модифікації

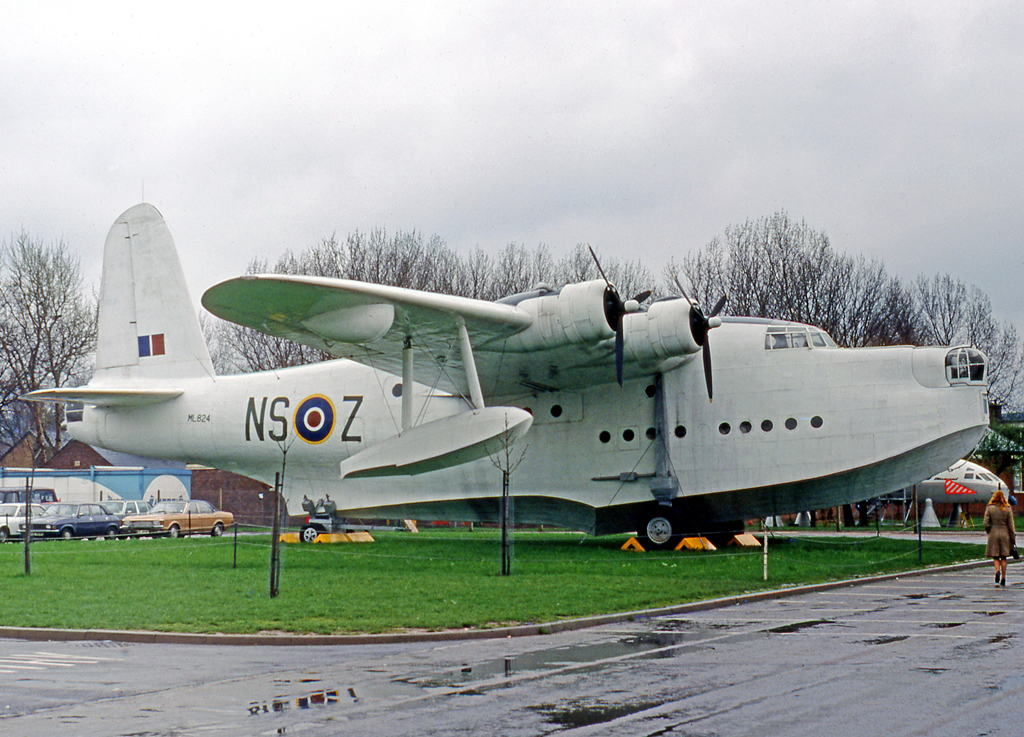
Один з вцілілих екземплярів «Сандерленда» Mk.V у Гендоні. Передмістя Лондона. 1977

Прототип S.25 — перша дослідна модель гідролітака «Сандерленд» Mark I, що був глибокою модернізацією цивільної версії середнього літака-амфібії S.23 Empire, основного літака авіакомпанії Imperial Airways. На відміну від базової моделі гідролітак мав подовжений планер та носові й хвостові турелі для кулеметів, за рахунок яких відрізнявся від «Емпайр». Прототип оснащувався чотирма радіальними 9-циліндровими поршневими авіаційними двигунами повітряного охолодження марки Bristol Pegasus Mk X потужністю 950 к.с., планова версія Pegasus XXII на 1 010 к.с. була на той час недоступна.
Запланована для боротьби з підводними човнами 37-мм авіаційна гармата QF 1½-pounder Mk III ще на стадії будівництва першого екземпляра була замінена на турельну установку Nash & Thomson FN-11 з одним 7,7-мм кулеметом «Вікерс».
16 жовтня 1937 року вперше піднявся у повітря з річки Медуей.
«Сандерленд» Mk.I — перша серійна модель гідролітака з двигунами «Пегасус» XXII (1 010 к.с.). Озброєння — 7 7,7-мм авіаційних кулеметів: 1 «Віккерс» GO в носовій башточці, 4 «Браунінг» у хвостовій башті та 2 «Віккерс» К у бортових блістерах поза крилом; у ході випуску замість одиночного «Віккерса» в носовій башті стали монтувати 2 «Браунінга». Загальна вага бомбового навантаження — 907 кг (2 000 фунтів); варіації включали 250 або 500-фунтові авіаційні бомби, міни по 1 000 фунтів, що підвішувались під крилами літака. Екіпаж — 7 осіб. Загалом побудовано 75 літаків Mk.I: 60 — на заводах «Шорт» у Рочестері та Белфасті й 15 — «Блекберн» у Дамбартоні.
Королівські повітряні сили отримали перший літак у червні 1938 року. На початок світового конфлікту у вересні 1939 року Берегове командування ПС Великої Британії мало 40 летючих човнів «Сандерленд» Mk.I. Під час війни на літак стали завантажувати глибинні бомби вагою 250 фунтів. Наприкінці 1940 року до озброєння додали ще два кулемети «Віккерс» К.
«Сандерленд» Mk.II — друга версія гідролітака, що випускалась з серпня 1941 року, з двигунами «Пегасус» XVIII (1 065 к.с.), що мали двошвидкісні компресори наддування. Летючий човен отримав нову хвостову турель з чотирма кулеметами «Віккерс» К з подвійним боєкомплектом (по 1 000 набоїв на ствол).
Всього випущено 43 літаки, у тому числі 38 одиниць з серпня по грудень 1941 року на заводах «Шорт» і 5 на підприємстві «Блекберн».
«Сандерленд» Mk.III — оновлена версія літака, чия силова установка і озброєння відповідали Mk.II. Змінено обводи фюзеляжу, який втратив вираженого редану. Завдяки цьому, вдалося поліпшити аеродинамічні характеристики літака, але морехідні якості стали помітно гірше. Спочатку літаки комплектувалися РЛС ASV Mk.II, а з початку 1943 року випускалася модифікація «Сандерленд» Mk.IIIA з РЛС ASV Mk.III.
На гідролітаку збільшили бомбове навантаження: додатково додали глибинні бомби вагою по 110 кг, що приводились у дію гідростатично, а також 10-ти та 25-фунтові осколкові гранати, що скидалися вручну та призначались для боротьби з екіпажами підводних човнів, які вели зенітний вогонь з 37-мм або 20-мм гармат, встановлених на німецьких U-Boot.
З грудня 1941 року виготовили 461 «Сандерленд» Mk.III/Mk.IIIA: 185 на заводі «Шорт» в Рочестері, 35 — на підприємстві тієї ж фірми на новій фабриці компанії на озері Віндермир, 170 — фірмою «Блекберн» і 71 — на заводі «Шорт енд Харланд».
«Сандерленд» Mk.IV — подальша модернізація літального апарата, яка відповідно до тактико-технічне завдання R.8/42 оснащувалась потужнішими двигунами Геркулес, кращим озброєнням та іншими удосконаленнями. Ця модель призначалась для ведення бойових дій в акваторії Тихого океану. Нова версія йшла як модерновий варіант «Сандерленда» і було побудовано 2 прототипи, але з часом через значну різницю з оригіналом її перейменували на S.45 «Seaford».
«Сандерленд» Mk.V — наступна версія літака-амфібії, що оснащувалась 14-циліндровими моторами повітряного охолодження «Пратт і Вітні» R1830-90B (1200 к.с). Стрілецьке озброєння відповідно до проекту було аналогічно версії «Сандерленду» Mk.III, але часто на літак не встановлювали верхні башти, а в носовій частині фюзеляжу додатково монтувались 4 нерухомих 7,7-мм кулемети «Браунінг». Літаки комплектувались РЛС ASV Mk.IV.
Серійний випуск почався наприкінці 1944 року. Загалом було випущено 154 машин — по 47 на заводах в Рочестері (до вересня 1945) і Белфасті (до червня 1946), а також 60 у Дамбартоні (до листопада 1945). Ще 88 літаків переоснастили у варіант Mk.V з Mk.III.

## Тактико-технічні характеристики (Mk.V)

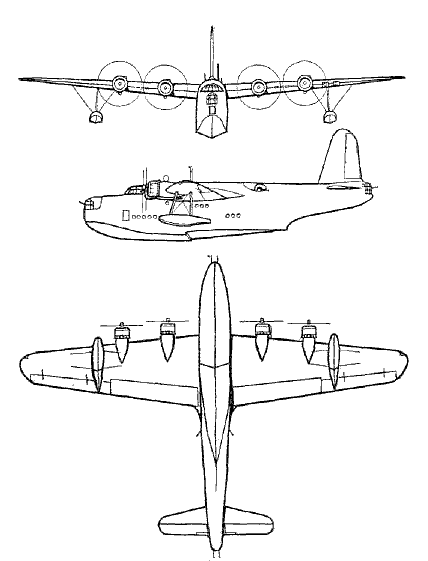
Схематичне зображення літака-амфібії «Сандерленда»

Дані з Consice Guide to British Aircraft of World War II

### Технічні характеристики
- Екіпаж: 10 осіб
- Довжина: 26,0 м
- Висота: 10,52 м
- Розмах крил: 34,38 м
- Площа крил: 156,72 м²
- Маса порожнього: 16 738 кг
- Максимальна злітна маса: 29 484 кг
- Двигуни: 4 × «Пратт і Вітні» R1830-90B
- Потужність: 4 × 1200 к. с. (895 кВт.)

### Льотні характеристики
- Максимальна швидкість: 343 км/год (на висоті 1525 м.)
- Крейсерська швидкість: 214 км/год (на висоті 600 м.)
- Практична стеля: 5455 м.
- Дальність польоту: 4329 км (з 747 кг бомбового навантаження)

### Озброєння
- Стрілецьке:
  - 4 × 7,7-мм курсові кулемети
  - 2 × 7,7-мм кулемети в носовій турелі
  - 4 × 7,7-мм кулемет в хвостовій турелі
  - 2 × 12,7-мм кулемети в блістерах по боках літака
- Бомбове:
  - до 2250 кг бомб